# Amfícrates (retòric)
|  | Per a altres significats, vegeu «Amfícrates (rei)». |

Amfícrates (en grec Ἀμφικράτης) va ser un sofista i retòric grec d'Atenes, que va viure al segle I aC.
Als voltants de l'any 70 aC es va veure obligat a exilia-se d'Atenes traslladant-se cap a l'est, a causa de l'odi que van suscitar unes opinions seves.
Altres fonts contradiuen aquesta història i afirmen, en canvi, que Amfícrates només havia estat a Atenes de visita.
Sí que hi ha acord que el 86 aC, Amfícrates estava vivint a Selèucia del Tigris.
Es diu que se li va proposar que muntés una escola de retòrica en aquesta ciutat, però ell es va negar dient: «Un plat no pot contenir un dofí.»
Amfícrates va estar en estretes relacions amb Cleòpatra, la dona del rei Tigranes II d'Armènia el gran, i filla de Mitridates VI Eupator el gran del Pont. Al seu exili, però, va acabar passant fam i va morir en la misèria per la seva tossuderia.